# NFL sezona 1940.
NFL sezona 1940. je 21. po redu sezona nacionalne lige američkog nogometa. 
Sezona je počela 8. rujna 1940. Utakmica za naslov prvaka NFL lige odigrana je 8. prosinca 1940. u Washingtonu D.C. na Griffith Stadiumu. U njoj su se sastali pobjednici istočne divizije Washington Redskinsi i pobjednici zapadne divizije Chicago Bearsi. Pobijedili su Bearsi rezultatom 73:0 i osvojili svoj četvrti naslov prvaka NFL-a.
Prije početka sezone 1940., Pittsburgh Piratesi mijenjaju ime u Pittsburgh Steelers.

## Poredak po divizijama na kraju regularnog dijela sezone
| Istočna divizija     |     |     |     |      |     |     |
| Momčad               | Pob | Por | Ner | %    | P+  | P-  |
| Washington Redskins* | 9   | 2   | 0   | 81,8 | 245 | 142 |
| Brooklyn Dodgers     | 8   | 3   | 0   | 72,7 | 186 | 120 |
| New York Giants      | 6   | 4   | 1   | 60,0 | 131 | 133 |
| Pittsburgh Steelers  | 2   | 7   | 2   | 22,2 | 60  | 178 |
| Philadelphia Eagles  | 1   | 10  | 0   | 9,1  | 111 | 211 |

| Zapadna divizija  |     |     |     |      |     |     |
| Momčad            | Pob | Por | Ner | %    | P+  | P-  |
| Chicago Bears*    | 8   | 3   | 0   | 72,7 | 238 | 152 |
| Green Bay Packers | 6   | 4   | 1   | 60,0 | 238 | 155 |
| Detroit Lions     | 5   | 5   | 1   | 50,0 | 138 | 153 |
| Cleveland Rams    | 4   | 6   | 1   | 40,0 | 171 | 191 |
| Chicago Cardinals | 2   | 7   | 2   | 22,2 | 139 | 222 |

Napomena: * - pobjednici konferencije, % - postotak pobjeda, P± - postignuti/primljeni poeni

## Prvenstvena utakmica NFL-a
- 8. prosinca 1940. Washington Redskins - Chicago Bears 0:73

## Statistika

### Statistika po igračima

#### U napadu
- Najviše jarda dodavanja: Sammy Baugh, Washington Redskins - 1367
- Najviše jarda probijanja: Byron White, Detroit Lions - 514
- Najviše uhvaćenih jarda dodavanja: Don Looney, Philadelphia Eagles - 707

#### U obrani
- Najviše presječenih lopti: Don Hutson, Green Bay Packers, Clarence Parker, Brooklyn Dodgers i Kent Ryan Detroit Lions - 6

### Statistika po momčadima

#### U napadu
- Najviše postignutih poena: Chicago Bears - 245 (22,3 po utakmici)
- Najviše ukupno osvojenih jarda: Green Bay Packers - 309,1 po utakmici
- Najviše jarda osvojenih dodavanjem: Washington Redskins - 171,5 po utakmici
- Najviše jarda osvojenih probijanjem: Chicago Bears - 165,3 po utakmici

#### U obrani
- Najmanje primljenih poena: Brooklyn Dodgers - 120 (10,9 po utakmici)
- Najmanje ukupno izgubljenih jarda: New York Giants - 201,7 po utakmici
- Najmanje jarda izgubljenih dodavanjem: Philadelphia Eagles - 92,0 po utakmici
- Najmanje jarda izgubljenih probijanjem: New York Giants - 88,8 po utakmici

## Vanjske poveznice
- Pro-Football-Reference.com, statistika sezone 1940. u NFL-u
- NFL.com, sezona 1940.